# جين بريريتون
جين بريريتون (بالإنجليزية: Jane Brereton)‏ (1685 في المملكة المتحدة - 7 أغسطس 1740 في المملكة المتحدة)؛ كاتِبة وشاعرة بريطانية-إنجليزية-ويلزية.